# NGC 5997
NGC 5997 (другие обозначения — ZWG 50.105, NPM1G +08.0422, PGC 56044) — галактика в созвездии Змея.
Этот объект входит в число перечисленных в оригинальной редакции «Нового общего каталога».